# The Botany of the Voyage of H.M.S. Herald
The Botany of the Voyage of H.M.S. Herald (abreviado Bot. Voy. Herald) es un libro ilustrado con descripciones botánicas editado por el botánico y briólogo alemán Berthold Carl Seemann. Se publicó en 10 partes desde 1852 hasta 1857, con el nombre de Botany of the Voyage of H.M.S. Herald, under the Command of Captian Henry Kellett, R.N., C.B., during the years 1845-1851. London.
Berthold Carl Seemann fue un destacado naturalista en el viaje de exploración de la costa occidental de América y el Pacífico efectuada por Henry Kellett en el HMS Herald (1822), en 1847, junto a los naturalistas Thomas Edmondston y John Goodridge. La expedición regresó vía Hawái, Hong Kong y las Indias orientales, arribando a Ciudad del Cabo en marzo de 1851.  Deja El Cabo el 27 de marzo y se vuelve para Inglaterra el 6 de junio de 1851. Los resultados botánicos de la expedición se publicaron con el título de Botany of the Voyage of HMS Herald y fue premiado con un Ph.D. por la Universidad de Gotinga en 1853.